# Поршнєв Борис Федорович
Поршнєв Борис Федорович (7 березня (22 лютого) 1905, Санкт-Петербург — 26 листопада 1972, Москва) — російський радянський історик і філософ. Доктор історичних (1941) і філософських (1966) наук. Почесний доктор Клермон-Ферранського університету у Франції (1956).

## Наукова діяльність
Йому належить більше двохсот друкованих наукових робіт. З них більше десяти монографій, але найбільш відомий Б. Ф. Поршнєв, як автор оригінальної концепції антропогенезу, котра викладена у філософсько-природничому трактаті Б. Ф. Поршнєва, Про початок людської історії підготовленому до друку у 1972 році і присвяченому проблемам антропогенезу.
Унікальність цієї монографії полягає в тому, що автор вперше спробував пояснити одне з найважчих питань становлення Людини Розумної в історичному відрізку його відриву від мавпячих предків, спираючись не на міфологічні здогадки, а на строгі закономірності розвитку та динаміки вищої нервової діяльності. Усі видатні досягнення світової і, особливо, вітчизняної фізіології нервової і вищої нервової діяльності, що відносяться не тільки до палеопсихології, але й до всієї психіці Людини Розумної, ввійшли в структуру його теоретичних побудов.

Сам Поршнєв вважав предметом своєї основної спеціальності проблематику антропогенезу: 
|  | Багато років я чую кастові закиди: навіщо займаюся цим колом питань, якщо моя пряма спеціальність історія Європи XVII—XVIII століть. Користуюся нагодою виправити непорозуміння: наука про початок людської історії — і, в першу чергу, палеопсихології — є моєю основною спеціальністю. Якщо на додаток до неї я в житті чимало займався історією, а також і філософією, і соціологією, і політичною економією — це нітрохи не дискредитує мене у зазначеній головною області моїх досліджень. Але питання доісторії встають переді мною в тих аспектах, в яких не вивчають їх мої колеги суміжних спеціальностей |

.

## Основні праці

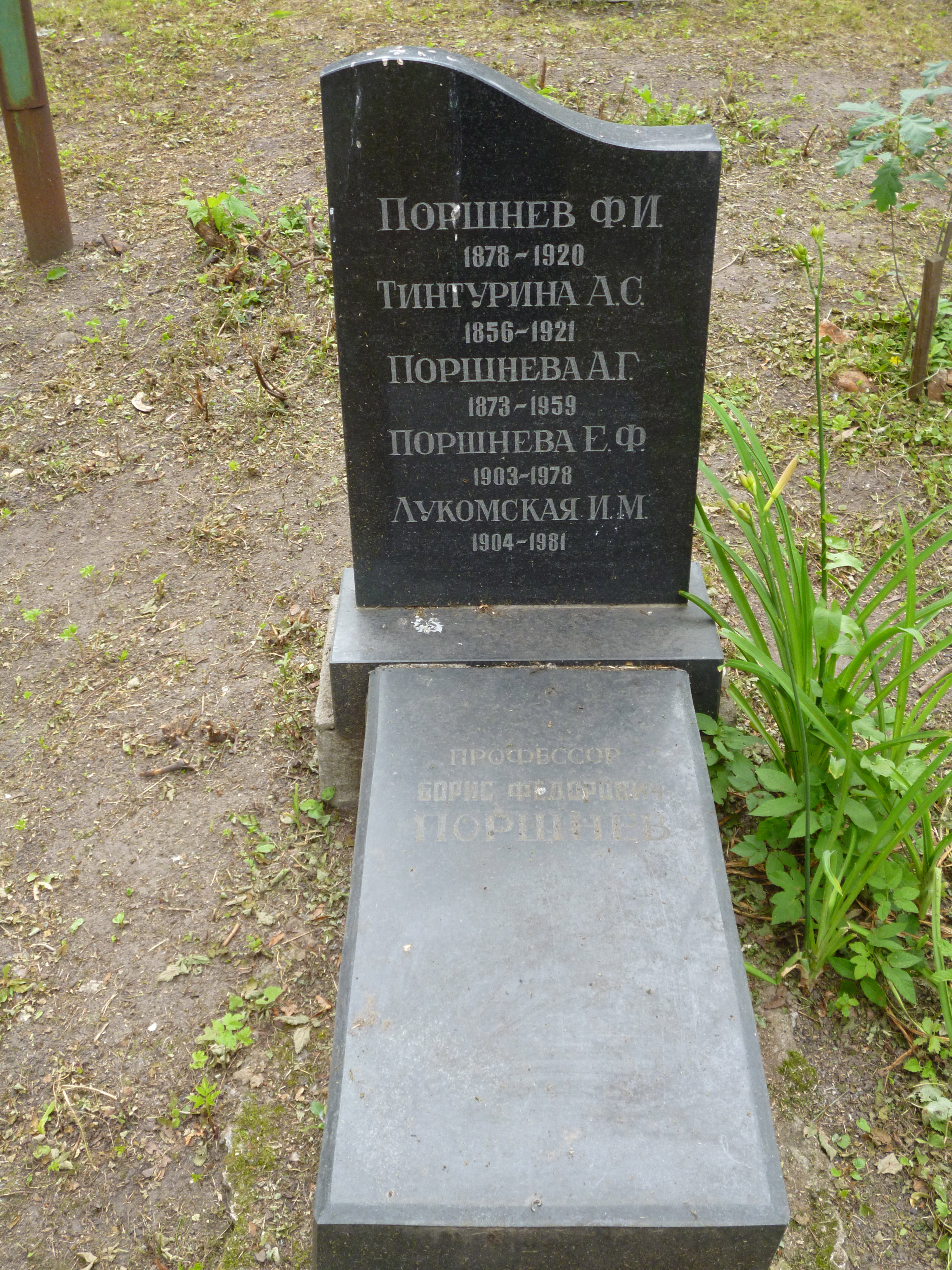
Могила Б. Ф. Поршнева

- Народные восстания во Франции перед Фрондой (1623—1648). М.-Л., 1948.
- Очерк политической экономии феодализма. М., 1956.
- Современное состояние вопроса о реликтовых гоминоидах. М., 1963.
- Мелье[недоступне посилання з квітня 2019]. М., 1964., в формате HTML и RTF
- Феодализм и народные массы. М., 1964.
- Социальная психология и история. М., 1966. (1-е, сокр. изд.)
- Франция, Английская революция и европейская политика в середине XVII в. М., 1970.
- История и психология. Сб. статей. Под ред. Б. Ф. Поршнева. М., 1971.
- Тридцатилетняя война и вступление в нее Швеции и Московского государства. М., 1976.
- Социальная психология и история. Изд. 2-е, доп. и испр. М., 1979.
- О начале человеческой истории (проблемы палеопсихологии). С-Пб., 2007. (Восстанов. О. Вите первоначальный авторский текст.) Первое издание — 1974 г, второе — 2006